# Parc éolien en mer de Dieppe Le Tréport
Le parc éolien en mer de Dieppe Le Tréport est un projet dans la Manche en France. Le parc est l'un des six projets d’éoliens en posé lancés par l’État français.
Le projet de parc est situé à 15 km au large du Tréport et à 16 km au large de Dieppe. Composé de 62 éoliennes de 8 MW, il est prévu d'atteindre une puissance de 496 mégawatts. Le projet est porté par plusieurs sociétés : Engie, EDP Renewables, Sumitomo et la Caisse des dépôts et consignations.

## Historique
Le projet a remporté en juin 2014 le deuxième appel d'offres lancé par l’État Français.
Un débat public, organisé par la Commission nationale du débat public, s’est tenu d'avril 2015 à juillet 2015. Puis une concertation post débat public a été organisée d’avril 2016 à septembre 2018.
Par la suite, plusieurs autorités ont rendu des avis. En octobre 2017, le conseil de gestion du Parc Naturel des estuaires picards et de la mer d’Opale a rendu un avis défavorable. Puis en février 2018, l’Agence française pour la biodiversité a donné un avis favorable avec réserve, motivé par l’engagement des porteurs du projet d’apporter plusieurs modifications. En août 2018, l’Autorité Environnementale a rendu un avis délibéré pointant plusieurs insuffisances et émettant des recommandations.
Le projet a finalement reçu le 26 février 2019 les autorisations des préfètes de la région Normandie, de la Seine-Maritime et de la Somme.